# Girouxville
Girouxville est un village situé dans la Région de la Rivière de la Paix en Alberta, Canada. Il fait partie du district municipal de Smoky River.
Au recensement de la population de 2006, la population s'élevait à 282 personnes, dont les deux tiers sont Franco-albertains et francophones.
Les Amérindiens de la nation Cris appelèrent le lieu Umstosee owuskee qui signifie "Territoire des Français".
Le village fut nommé Girouxville en 1915 en raison du nom d'un de ses colons Canadiens-français, la famille Giroux. En 1917, un bureau de poste fut ouvert. En 1951, Girouxville devint officiellement un village.
L'acteur et chanteur canadien Robert Goulet a vécu son enfance à Girouxville.

## Démographie
| 2001 | 2006 | 2011 | 2016 |
| ---- | ---- | ---- | ---- |
| 306  | 282  | 266  | 219  |